# Спрей-арт

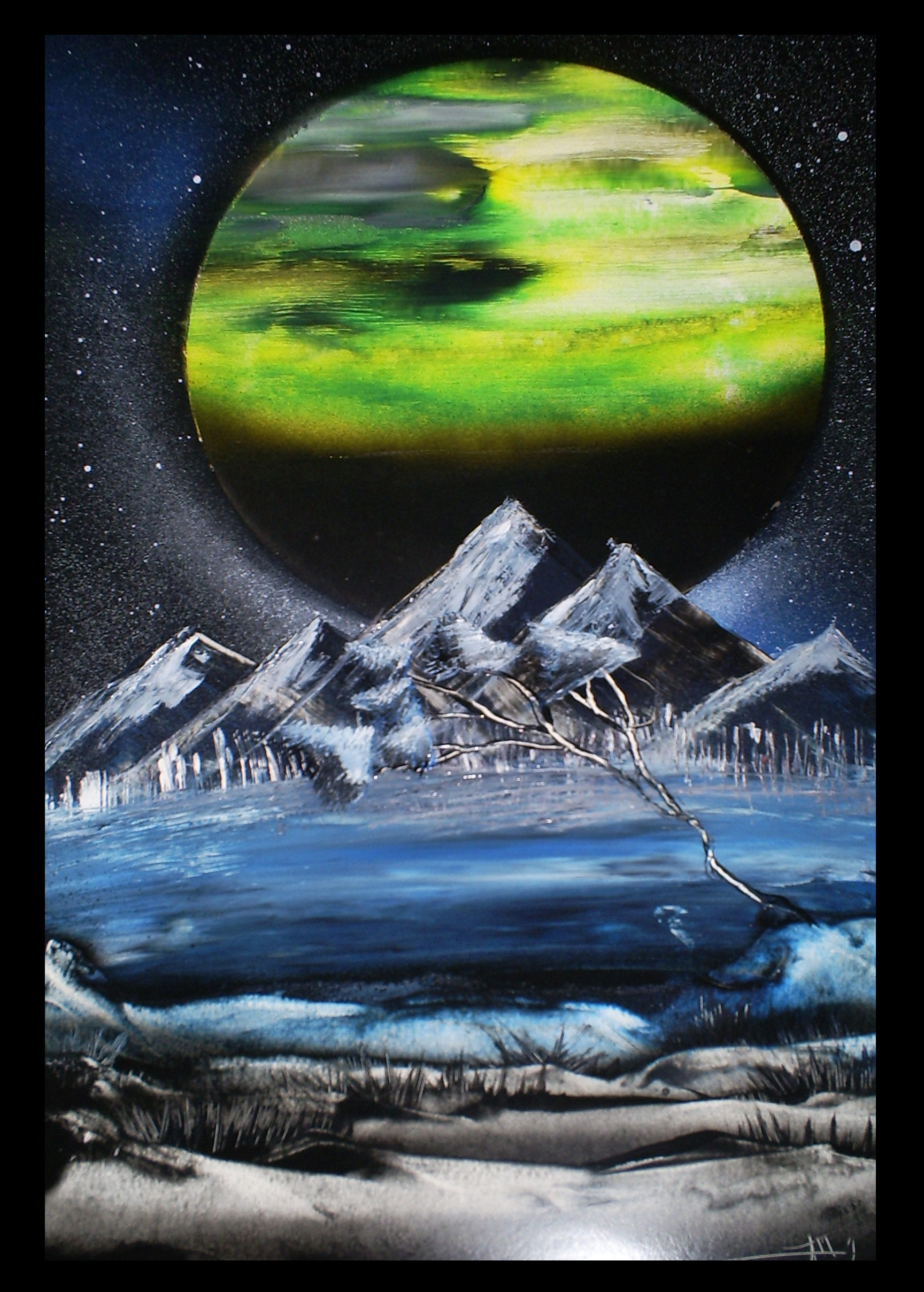
Приклад спрей-арту.

Спрей-арт (англ. Spray paint art) — вид мистецтва, твори якого виконують аерозольними балончиками на картонних чи металевих пластинах, дошках, склі, кераміці чи пластику. На відміну від графіті, які малюють на будівлях чи поїздах, у цьому випадку поверхні є традиційнішими в мистецькому сенсі, а сама творчість — законною.